# Pardosa nesiotis
Pardosa nesiotis este o specie de păianjeni din genul Pardosa, familia Lycosidae. A fost descrisă pentru prima dată de Thorell, 1878. Conform Catalogue of Life specia Pardosa nesiotis nu are subspecii cunoscute.